# Friedrich Ludwig Keller

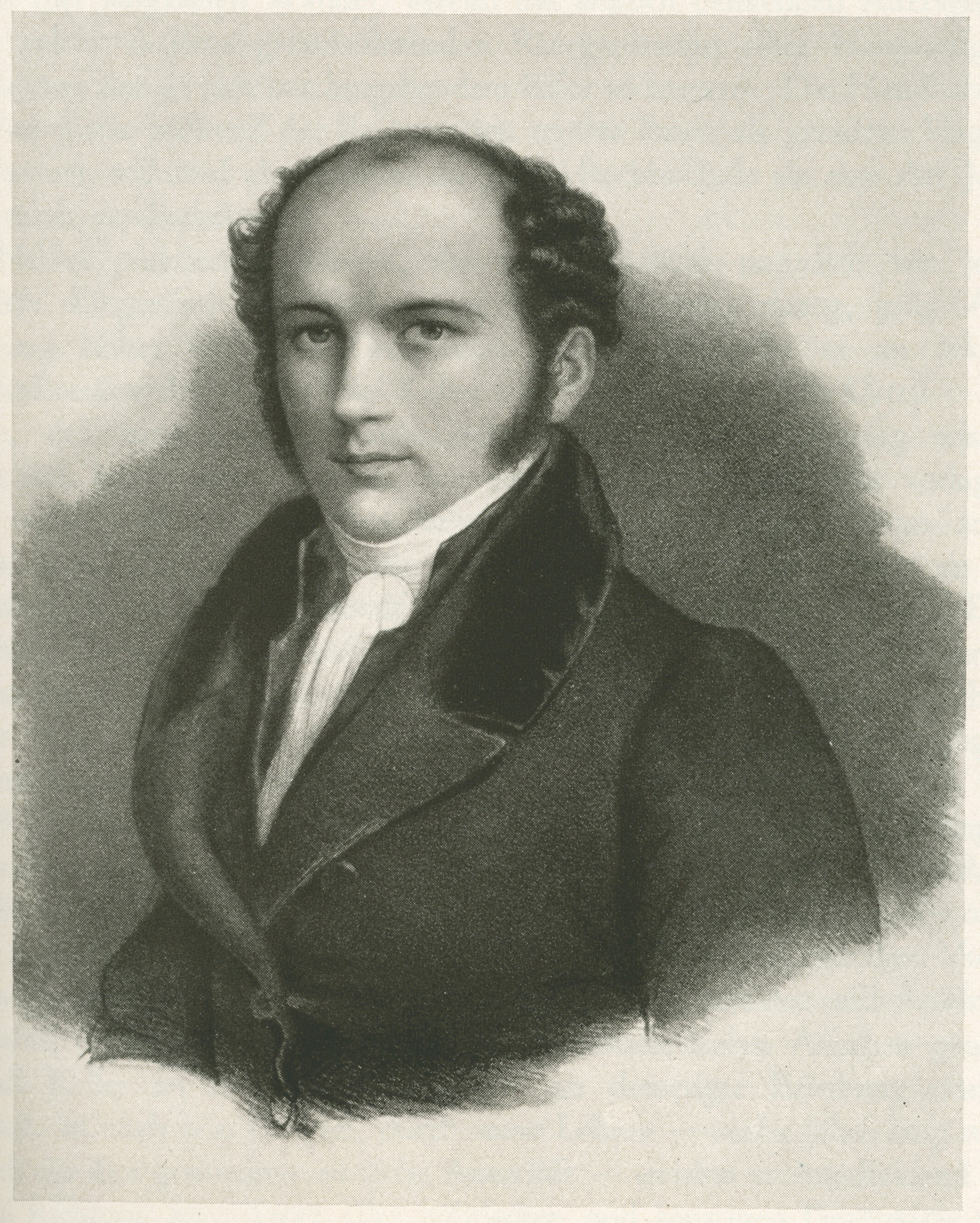
Friedrich Ludwig Keller

Friedrich Ludwig von Keller (vom Steinbock) (* 17. Oktober 1799 in Zürich; † 11. September 1860 in Berlin) war ein Schweizer Jurist, Universitätsprofessor sowie Politiker.

## Leben

### Familie
Keller stammte aus einem der ältesten Zürcher Patriziergeschlechter, der stauffischen Keller vom Steinbock, auch genannt zum Schlüssel oder Keller von Schwamendingen (Erhebung in den Ritterstand im 9. Jahrhundert, zweites Adelspatent «vom Steinbock» 1487). Sein Vorfahr, Johannes Keller zum Schlüssel war einer der Gründer der Republik Zürich und deren Erster Konsul (Bürgermeister). Sein Neffe war der Maler und Mitbegründer der Münchner Schule, Albert von Keller. Grossvater war der Felix Keller vom Steinbock, «der reiche Keller von Goldbach» genannt.

### Studium und Universitätslaufbahn
Friedrich Ludwig Keller wurde als Sohn des Gutsbesitzers Johann Balthasar Keller und dessen Ehefrau Elisabetha in Zürich geboren. Er studierte Rechtswissenschaften an den Universitäten Berlin, bei dem renommierten Rechtsgelehrten Friedrich Carl von Savigny, und Göttingen. Bereits mit seiner 1822 veröffentlichten Dissertation (Commentatio ad l. 32. § 1. ff de peculio) über ein Thema aus dem römischen Recht erregte er Aufmerksamkeit. Keller lehrte seit 1824 Zivilrecht am politischen Institut in Zürich und wurde 1826 ordentlicher Professor. Nach Gründung der Universität Zürich (1833) wurde er zum ausserordentlichen Professor für Zürcher Partikularrecht sowie römisches Recht berufen und 1838 zum ordentlichen Professor ernannt. Seinen wissenschaftlichen Ruf begründete das Werk Über Litis Contestation und Urtheil nach klassischem Römischen Recht (1827). Keller wurde zu einem Vorkämpfer der modernen Rechtspflege im Kanton Zürich und gab von 1833 bis 1838 die Monatschronik der zürcherischen Rechtspflege heraus. 

### Jurist und Politiker in Zürich
Seit 1829 war Keller Mitglied des Grossen Rates von Zürich und wurde Führer der radikal-liberalen Opposition, der am Ustertag freilich nicht beteiligt war. Von 1831 bis 1837 wirkte er zudem als Oberrichter, seit 1831 auch als Präsident des Obergerichts. Nach der liberalen Machtübernahme 1831 wurde Keller als Mitglied der Regierung zum Architekt des modernen Rechtswesen des Kantons Zürich. Er reorganisierte 1837 die Justiz vollständig und kodifizierte das Zürcher Zivilrecht neu. Auf eidgenössischer Ebene wurde Friedrich Ludwig Keller vom Steinbock zweimal als Abgeordneter für Zürich an die Tagsatzung entsandt und von dieser 1836 mit der Untersuchung des sog. Conseilhandels beauftragt sowie als Obmann des Schiedsgerichts für die finanziellen Fragen bei der Trennung des Kantons Basels eingesetzt. Durch den konservativen Umsturz in Zürich 1839, den Züriputsch, musste Keller zunächst nach Baden fliehen. Seine Härte in der politischen Konfrontation und sein freizügiges Privatleben schufen ihm zahlreiche Gegner. 1842 liess er sich nicht mehr in den Grossen Rat wählen, um sich stärker seiner Universitätslaufbahn widmen zu können.

### Universitätslehrer und Politiker in Preussen
1844 erhielt er eine Professur für römisches Recht in Halle an der Saale, 1846 wurde er an die Universität Berlin berufen. In Berlin vollzog Keller eine politische Kehrtwende: Er wurde 1850 Mitglied im Volkshaus des Erfurter Unionsparlaments und liess sich als konservativer Abgeordneter ins preussische Abgeordnetenhaus wählen und fand 1853 Aufnahme in den preussischen Adel. 1854 bis 1860 war er Mitglied im preußischen Staatsrat. Als Geheimer Justizrat und Mitglied des Preussischen Abgeordnetenhauses beendete er seine politische Karriere. Nebenbei war er noch Gutsbesitzer im schlesischen Kniegnitz, der sich mit seinem Gut stark verschuldete.
Keller starb im Alter von 60 Jahren in einem Zugabteil, als er von einem wenig erfreulichen Schweizbesuch nach Berlin zurückgekehrt war. Sein Nachlass wird im Archiv der Berlin-Brandenburgischen Akademie der Wissenschaften aufbewahrt.

## Werke (Auswahl)

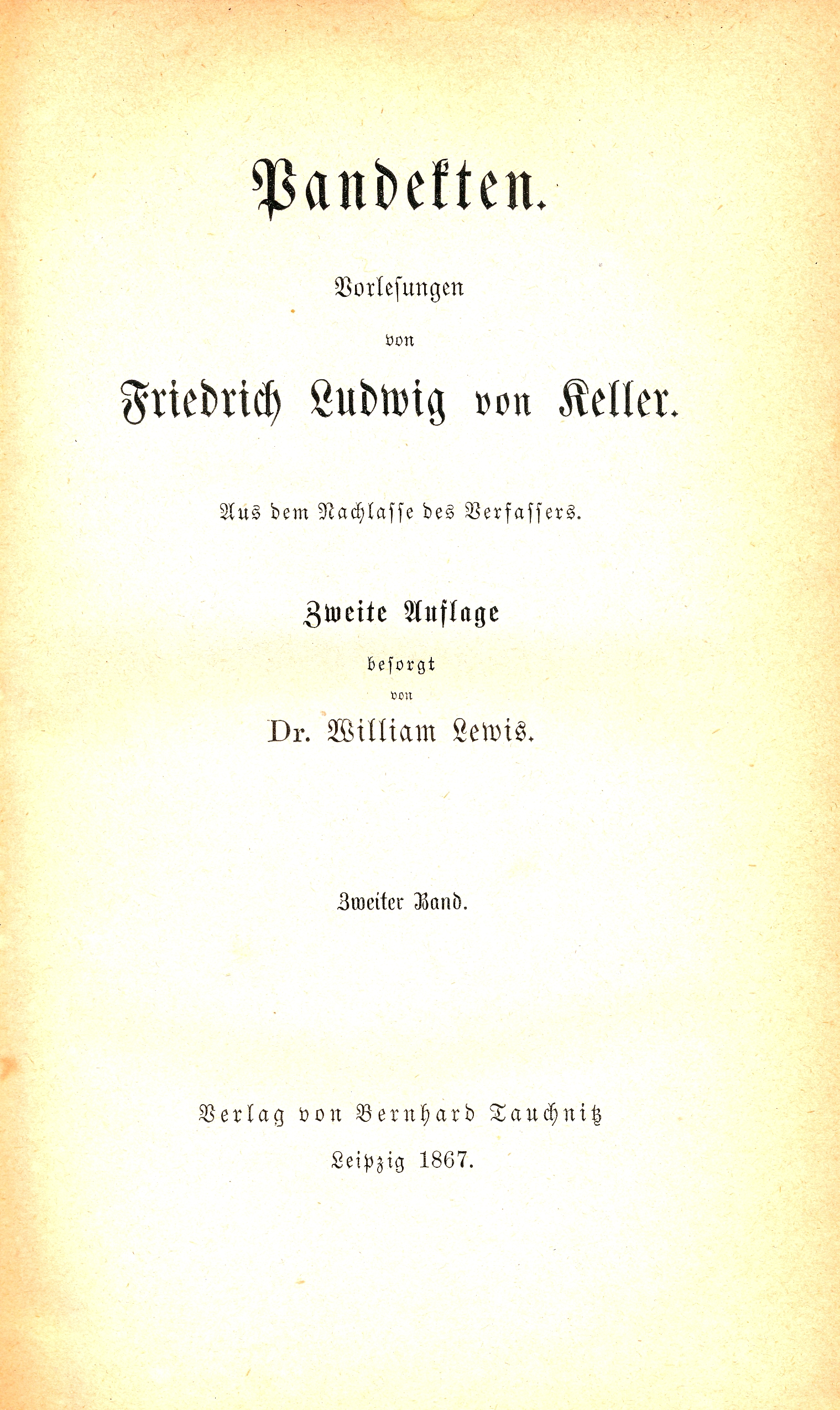
Vorlesungen über die Pandekten, Leipzig 1867 (Titelseite)

- Die neuen Theorien in der Zürcher. Rechtspflege, 1828
- Die gewaltsame Brandstiftung von Uster am 22. November 1832, Zürich 1833
- Semestrium ad M. Tullium Ciceronem libri sex, 3 Bde. (unvollendet), 1842–1850
- Der römische Civilprozess und die Actionen in summarischer Darstellung zum Gebrauch bei Vorlesungen, 1852
- Institutionen, 1861
- Vorlesungen über die Pandekten, 1861 (hrsg. v. Friedberg, 2 Bde., 2. Aufl. 1867)